# نظام‌شاهیان احمدنگر

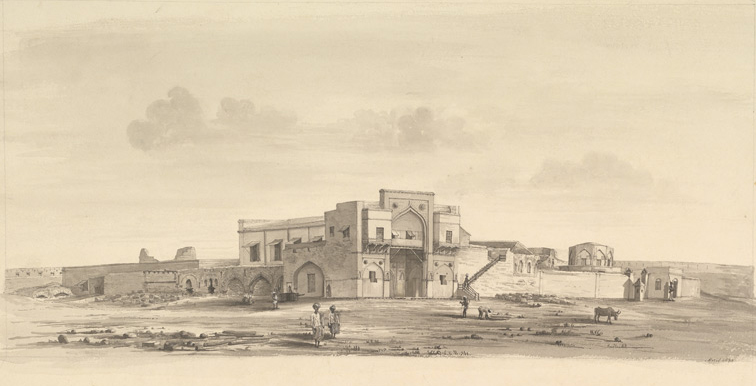
طراحی با قلم و مرکب. قلعه احمدنگر حدود ۱۸۸۵ م

نظام‌شاهیان یا سلطنت احمدنگر (۸۹۶-۱۰۰۷ ه‍.ق/۱۴۹۱-۱۵۹۸ م) نام سلسله‌ای از حکمرانان شهر احمدنگر در کشور هند بوده‌است. نظام‌شاهیان به هنگام تجزیه سلطنت بهمنیان (حک: ۷۴۸-۹۳۳) بر سر کار آمدند.
مؤسس این سلسله «ملک احمد» یا احمد نظام شاه فرماندار بهمنی‌ها در جونار بود که پس از شکست دادن ارتش بهمنی به فرماندهی «جهانگیر خان» در ۸۹۶ ه‍.ق/ ۱۴۹۰ اعلام استقلال کرد و حکومت نظام‌شاهی یا سلطان احمدنگر را بنیان گذارد. او در ابتدا پایتخت خود را جونار قرار داد اما در ۹۰۰ ه‍.ق/۱۴۹۴ م پایتخت جدید خود را به احمدنگر منتقل کرد. سلطنت احمدنگر در شمال غربی دکن، بین سلطنت گجرات و بیجاپور واقع بود و ایشان حدود یک قرن و نیم در این منطقه حکومت کردند تا سرانجام در ۱۶۳۶ م گورکانی هند این منطقه را ضمیمه امپراتوری گستردهٔ خود کردند.

## پیشینه
ملک احمد نظام‌شاه، مؤسس این سلسله، یک نفر هندوی برهمنی به نام «تیمابهت» از اهالی ویچانگر بود که در حمله ارتش همایون عادل‌شاه به فرماندهی شاهزاده احمد به اسارت درآمده بود. او پس از اسارت، مسلمان شد و نام «حسن» را برگزید و مدت‌ها به خدمت‌گذاری در دربار عادل‌شاهیان مشغول بود تا این‌که احمد عادل‌شاه به سلطنت رسید و او را به دلیل قابلیت‌های ویژه‌اش از مقربان و ملازمان پسر خویش، محمد نمود و این اجازه را به او داد تا به همراه محمد به دانش‌اندوزی و فراگرفتن زبان فارسی و عربی بپردازد. وی به سرعت مدارج رشد و ترقی را گذراند و در دستگاه حکومتی از مقام، منزلت و جایگاهی رفیع برخوردار شد، تا آن‌جا که به نام «ملک حسن بحری» شهرت یافت. او به تدریج بر قدرت و محبوبیت خویش افزود و سرانجام پس از شکست قوای بهمنی که برای مقابله با قدرت و مقبولیت روزافزون او آمده بودند، در سال ۸۹۶ه‍.ق / ۲۸ مه ۱۴۹۰ م به‌طور رسمی تأسیس سلسله «نظام‌شاهیان» را اعلام کرد. «احمدنگر» را پایتخت حکومت خود برگزید، لقب «احمد نظام‌شاه» را برای خود انتخاب کرد و فرمان داد تا از آن پس در خطبه‌ها نام او را یاد کنند.
پس از درگذشت ملک احمد نظام‌شاه بحری در ۹۱۴ ه‍.ق/۱۵۱۰ م پسرش برهان به‌سلطنت رسید. چون برهان در آن موقع بیش از هفت سال نداشت قدرت در دست مکمل خان و پسرش بود. در ابتدا او با مشکلات شدیدی روبرو شد؛ چند بار با مخالفان خود جنگید، اما به‌تدریج بر مشکلات فایق آمد و مدت ۴۷ سال حکومت کرد. او دوستدار علم و عالمان بود. علمای بسیاری به دربارش وابسته بودند. به دانشمندان ایرانی علاقه خاصی داشت. در دوران حکمرانی او به‌سال ۹۲۸ ه‍.ق طاهر بن رضی همدانی مشهور به «شاه طاهر جنیدی» از ایران به احمدنگر وارد شد و در محیط دینی و سیاسی دربار ایجاد تنش کرد. او برهان را تحت تأثیر علم و فضل خود قرار داد. برهان نظام‌شاه او را وزیر خویش برگزید و شاه طاهر آن سرزمین را آباد کرد و در خدمت‌گزاری به برهان کوشید. چنین چیزی باعث شد که در سال ۹۴۲ ه‍.ق برهان نظام‌شاه به مذهب تشیع روی آورد و آن را دین رسمی معرفی کند. برهان در ابتدا سنی بود ولی بعداً به «مهدوی‌گری» گراییده بود. جنبش مهدوی‌گری در اواخر سده پانزدهم میلادی به کوشش سیدمحمد جونپوری برپا شد. سیدمحمد ادعای مهدویت داشت و خود را از اولاد موسی کاظم معرفی می‌کرد. وی مردم را به فقر، عبادت و ترک دنیا دعوت می‌کرد و مدعی بود که می‌خواهد جوهر ناب عقاید و احکام اسلامی را احیا کند و جامعه‌ای مبتنی بر وفاداری به احکام اسلام برپا دارد. پیروان سیدمحمد «دایره‌هایی» ایجاد کرده و در آن زندگی ریاضت کشانه‌ای اختیار می‌کردند. درآمدهای خود را تقسیم نموده و می‌کوشیدند برای آن که از یاد خدا غافل نشوند، پیوندهای خود را با زندگی دنیوی بیش از پیش کم کنند، آنان هر هفته گرد هم می‌آمدند تا به گناه خود اعتراف کنند.
شاه طاهر جنیدی در ایران در ابتدا از طرفداران شاه اسماعیل صفوی بود با وی مخالفت کرد و نزدیک بود کشته شود و به‌طور مخفیانه به هند رفت و در دربار نظام‌شاهیان بسیار معظم و محترم زندگی کرد. او علمای زیادی را در موضوعات مختلف اسلامی تربیت کرد و حوزه درسی وی یکی از بزرگ‌ترین حوزه‌های علمی هندوستان بود. برهان نظام‌شاه احمدنگری، دومین فرمانروای سلسله نظامشاهی در احمدنگرِ، تحت تأثیر شاه طاهر، همراه با خویشاوندان و امرای خود به تشیع روی آورد و آن را مذهب رسمی مملکت خود کرد. حدود سه هزار نفر از مردم نیز به تقلید از شاه، به تشیع گراییدند. در برابر این حرکت، مردم اهل سنت و علمای بزرگ سنی واکنش شدیدی نشان دادند، آنان حتی کاخ سلطنتی را محاصره کردند اما نتیجه‌ای نگرفتند. به دنبال تغییر مذهب رسمیِ سلطنت احمدنگر، در مناسبات با کشورهای خارج نیز تحولاتی رخ داد و با ممالک همجوار منازعاتی درگرفت، اما با دولت ایران مناسبات خوبی برقرار شد. شاه اسماعیل صفوی به دوستی با برهان علاقه نشان داد و سفیر خود را به احمدنگر فرستاد. تا زمان شاه تهماسب حسن مناسبات میان نظامشاهیان و صفویان ادامه داشت. برهان در ۹۶۱ ه‍.ق/۱۵۵۳ م در احمدنگر درگذشت و همان‌جا، در کنار قبر پدرش، به خاک سپرده شد. بعدها پیکر پدر و پسر را به کربلا بردند و دفن کردند.
برهان شش پسر داشت و پس از او پسرش، حسین، به سلطنت رسید. و پس از مرگ حسین نظام‌شاه اول پسر کوچک برهان، مرتضی نظام‌شاه بر تخت نشست. و هنگامی که مرتضی هنوز خردسال بود مادرش خانزاده همایون به عنوان نایب‌السلطنه چندین سال حکومت کرد. مرتضی شاه در ۱۵۷۴ م برار (هند) را ضمیمه حکومت خود کرد.
با مرگ مرتضی پسرش میران حسین در ۱۵۸۸ م به تاج و تخت رسید. حکومت او کمی بیش از ده ماه به طول انجامید و او را مسموم کرده و کشتند. تا زمان حکومت میران حسین نظام‌شاه، تمام سرزمین‌های نظام‌شاهیان آرامش نسبی داشت. تا دوران او تشیع مذهب رسمی این حکومت بود و تا آن زمان هنوز اختلاف‌ها و خصومت‌های قومی و دینی علنی نشده بود و پادشاهان از محبوبیت نسبی برخوردار بودند، اما با به روی کار آمدن میران حسین بسیاری از اختلاف‌ها علنی شد؛ امنیت از آن سرزمین رخت بربست و استبداد شدیدی برقرار شد.
پس از میران حسین نظام‌شاه، پسر عموی او اسماعیل به قدرت رسید. اما قدرت واقعی در دست جمال خان دکنی بود. جمال خان که فردی مهدوی و پیرو سیدمحمد جونپوری (مدعی مهدویت) بود، رهبری مخالفان میران حسین را به عهده داشت. به دستور وی، دکنی‌های سنی و حبشی‌ها در جمادی‌الاول سال ۹۹۷ه‍.ق/۱۵۸۹ م طی شورشی میران حسین را کشتند و اسماعیل پسر برهان نظام‌شاه دوم را به جای او به تخت نشاندند. قیام جمال خان، موجب شد انتقام‌گیری از خارجی‌ها فزونی یابد. پیروان آنان به زور داخل قلعه نظامی احمدنگر شدند و مردم را از دم تیغ گذراندند و حدود سی‌صد مهاجر خارجی را سر بریدند. اسماعیل شاه مذهب مهدوی را به‌طور رسمی پذیرفته بود.
برهان شاه دوم پدر اسماعیل، در نبردی بنام «روحانخد» بر جمال‌خان تاخت و او را شکست داد و تاج و تخت را پس از دو سال سلطنت پسرش، از او گرفت و خود به جای وی نشست. برهان دوم، پسرش اسماعیل شاه را دستگیر و بزرگ‌ترین پسر خود ابراهیم را به جانشینی خود برگزید. وی از آن روی که از مادری آفریقایی و سیه‌چرده بود، قبل از برادر کوچکش اسماعیل به حکومت نرسید. برهان، ابراهیم را جانشین خود کرد تا مبادا اسماعیل که هم «مهدوی مسلک» و هم دشمن شیعه بود، بار دیگر به سلطنت بازگردد. او همچنین شورشی را که به هواخواهی اسماعیل درگرفته بود، سرکوب کرد. با قدرت گرفتن برهان دوم مذهب مهدوی فرو پاشید، شمار بسیاری از پیروان آن کشته شدند و بار دیگر مکتب تشیع در آن منطقه اعاده گردید. عده‌ای از مهاجران که قبلاً اخراج شده بودند، به احمدنگر بازگشتند. با این حال، آنان نتوانستند به موقعیت قدرت‌مند پیشین خود دست‌یابند.

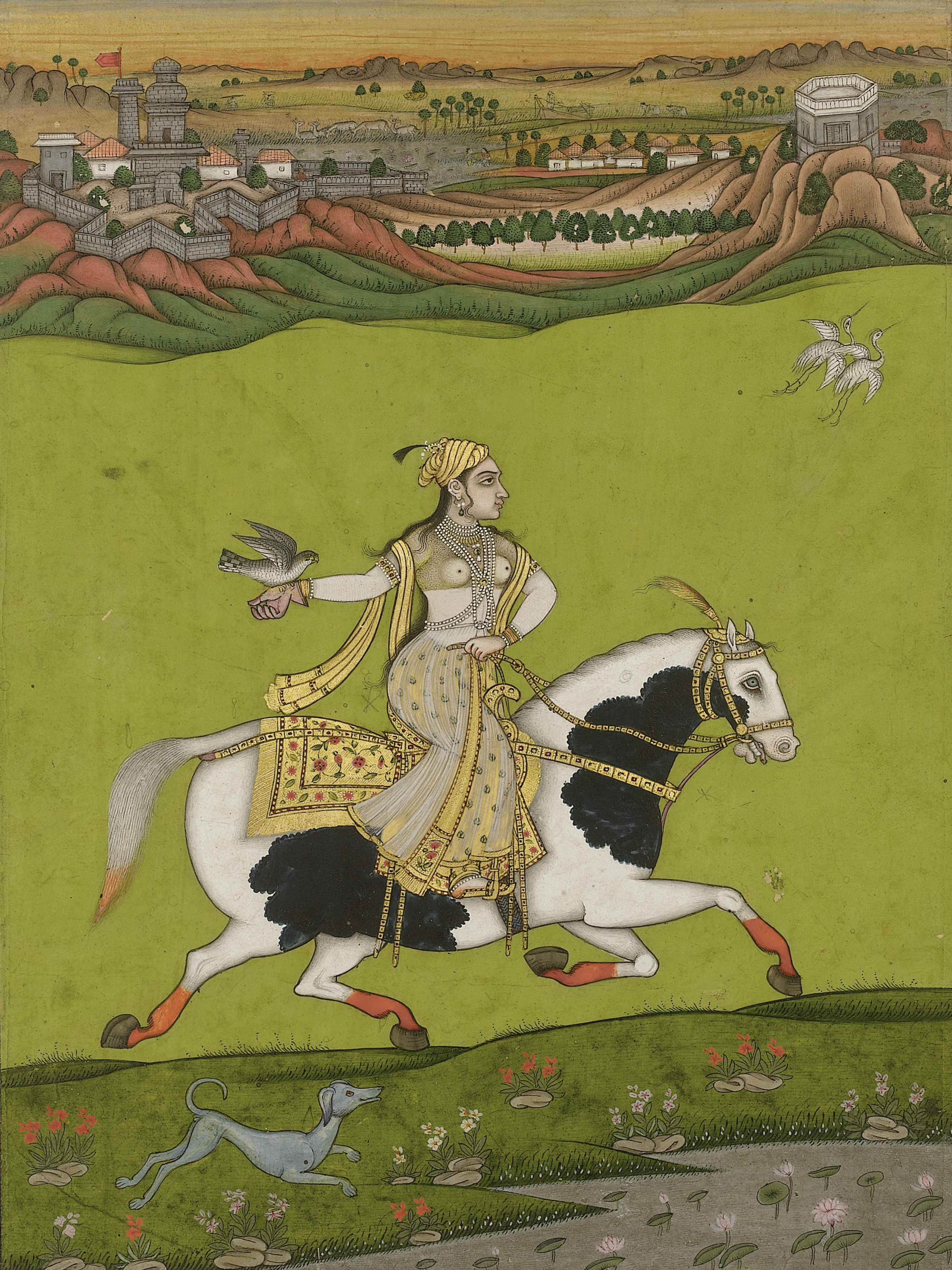
چاند بی‌بی سلطان یا «ماه رو خانم» دختر حسین نظام‌شاه و مادر مرتضی نظام‌شاه. مینیاتور سده هجدهم میلادی

در گذر سده دهم هجری/شانزدهم میلادی، نظام‌شاهیان درگیر منازعه با رقیبان مسلمان خود بودند. در اواخر این سده، آثار زوال حکومت آنان آشکار بود و حکمرانان به سرعت جای خود را به یکدیگر می‌دادند ابراهیم نظام شاه پس از چند ماه حکومت در نبردی با سلطنت بیجاپور کشته شد و به زودی عمه او، چاند بی‌بی، اعلام کرد بهادر به عنوان نوزاد ابراهیم، حق سلطنت دارد و خود نایب‌السلطنه او شد. چاند بی‌بی سلطان یا «ماه رو خانم» دختر حسین نظام‌شاه و مادر مرتضی نظام‌شاه بود. که برای تحکیم موقعیت نظام‌شاهیان و اتحاد با عادل‌شاهیان به عقد علی عادل‌شاه بیجاپوری درآمد. حمله گورکانیان در ۱۵۹۶ م به رهبری مراد، شجاعانه توسط چاند بی‌بی دفع شد اما پس از مرگ چاند بی‌بی در ۱۰۰۹ ه‍.ق/ ژوئیه ۱۶۰۰ م احمدنگر توسط گورکانیان فتح شد و بهادر شاه را زندانی کردند.
اگرچه احمدنگر و مناطق اطراف آن به اشغال گورکانیان درآمدند اما هنوز هم بخش‌های با ارزشی از پادشاهی آنان در اختیار مقامات با نفوذ از سلسله نظام‌شاهی باقی ماند. ملک عنبر و مقامات دیگر، گورکانیان را به مبارزه طلبیده و مرتضی شاه دوم را به سال ۱۶۰۰. م به عنوان سلطان در پایتخت جدید پاراندا اعلام کردند. ملک عنبر نخست‌وزیر و وکیل السلطنه شد. در زیر قدرت رو به اعتلای ملک عنبر حبشی که یک برده سیاه آفریقایی بود، سلطنت نظام‌شاهی، به حکومت خود ادامه داد. وی با سیاست مدبرانه خود حکومت نظام‌شاهیان را احیا کرد. سپس، پایتخت نخست به جونار و پس از آن به شهر خادکی جدید که بعدها اورنگ‌آباد نامیده شد منتقل شد.
پس از مرگ ملک عنبر در در سال ۱۰۳۵ه‍.ق/مه ۱۶۲۶ فشار گورکانیان شدت یافت و پسرش «فتح خان» در ۱۶۳۳ م به گورکانیان تسلیم شد و شاه جوان حسین نظام‌شاه دوم را تحویل داد که به عنوان یک زندانی به قلعه «گوالیور» فرستاده شد. اما به زودی، «شاهاجی» با کمک بیجاپور، نوزاد سلسله نظام‌شاهی، مرتضی شاه سوم را بر تخت نشاند و خود نایب‌السلطنه شد. آن‌گاه در سال ۱۰۴۶ ه‍.ق/۱۶۳۶. م شاه جهان، امپراتور گورکانی و محمد عادل‌شاه که در حالت بحرانی به سر می‌برد، سرزمین نظام‌شاهیان را میان خود تقسیم کردند.

## آفاقیان و نظام‌شاهیان
آفاقیان، یا غریبان، عنوانی است برای گروهی که در سده‌های ۹ و ۱۰ ق/۱۵ و ۱۶ م در دوران حکومت سلسله‌های بهمن‌شاهی، عادل‌شاهی، قطب‌شاهی و نظام‌شاهی، به تدریج از ایران، عراق و حجاز به دکن مهاجرت کردند و در نواحی مخلف آن سرزمین تقسیم شدند. بیشتر ایشان شیعه و از سادات کربلا، نجف، گیلان و سیستان بودند. با وجود گرایش‌های شیعی حکام نظامشاهی، جز در دوران برهان دوم، هفتمین حاکم این سلسله، آفاقیان از قدرت و نفوذ پیشین بی‌بهره بودند. در این دوران تصفیه‌های خونین از عناصر آفاقی به وقوع پیوست که منشأ آن همان اتهام قدیمی و گاه واقعیِ اقدام علیه سلطان وقت بود که از طرف رقبای دکنی و حبشی طرح می‌گردید. از آن جمله کشتار آفاقیان در زمان مرتضی نظامشاه بود که در پی آن گروهی از ایشان از احمدنگر پایتخت نظام‌شاهیان به گُلْکَنده و بیجاپور مهاجرت کردند. در دوران جانشین مرتضی نظام‌شاه، میران حسین، کوشش آفاقیان برای برکناری او با شکست مواجه شد و به سرکوب و کشتار عمومی ایشان منتهی شد و تنها با وساطت و شفاعت فرهادخان حبشی که از تربیت یافتگان آفاقیان بود، خونریزی متوقف گشت. جانشین او اسماعیل، نظامشاه غریب کشی را در احمدنگر ادامه داد و طبعاً آهنگ مهاجرت آفاقیان به بیجاپور، که در آن هنگام مرکز حکومت ابراهیم عادل‌شاه دوم بود، سریعتر شد. در زمان سلطنت برهان شاه دوم، جانشین اسماعیل، دگرگونی در سیاست پیشین روی داد و غریب کشی پایان گرفت، و گروهی از دکنی‌ها و حبشی‌ها که موجب کشتارها شده بودند کیفر دیدند. او توجهی خاص به غریبان و به‌ویژه سادات و فضلای این قوم داشت و در جهت بهبود وضع زندگی و رفاه ایشان کوشش می‌کرد؛ اما در اواخر روزگار حکومت او و در دوران جانشینان وی آفاقیان باز از مواضع قدرت دور شدند.

## فهرست حاکمان نظام‌شاهی
| سلاطین سلسله نظام‌شاهیان احمدنگر در دکن هندوستان |                       |                         | |
| نام سلطان                                       | تاریخ حکمرانی به قمری | تاریخ حکمرانی به میلادی | شرح مختصر                                                                                                  |
| ملک احمد شاه اول                                | ۸۹۶–۹۱۴               | ۱۴۹۰–۱۵۱۰               | مؤسس سلسله نظام‌شاهی احمدنگر                                                                                |
| برهان شاه اول                                   | ۹۱۴–۹۶۱               | ۱۵۱۰–۱۵۵۳               | در ابتدا سنی بود بعد به تشیع گروید و شیعه را مذهب رسمی اعلام کرد                                           |
| حسین شاه                                        | ۹۶۱–۹۳۷               | ۱۵۵۳–۱۵۶۵               | یکی از شش پسر برهان شاه                                                                                    |
| مرتضی شاه                                       | ۹۳۷–۹۷۳               | ۱۵۶۵–۱۵۸۸               | پسر برهان شاه و هنگامی که هنوز خردسال بود مادرش خانزاده همایون به عنوان نایب‌السلطنه چندین سال حکومت کرد.   |
| میران حسین شاه                                  | ۹۷۳–۹۸۸               | ۱۵۸۸–۱۵۸۹               | دوران ثبات حکمرانی نظام احمدنگر به‌پایان رسید.                                                              |
| اسماعیل شاه                                     | ۹۸۸–۹۹۹               | ۱۵۸۹–۱۵۹۱               | پسر عموی میران حسین بود که با شورش جمال‌خان دکنی به حکومت رسید.                                             |
| برهان شاه دوم                                   | ۹۹۹–۱۰۰۳              | ۱۵۹۱–۱۵۹۵               | پس از پسرش اسماعیل بر تخت نشست و دوباره تشیع اعاده شد.                                                     |
| ابراهیم شاه                                     | ۱۰۰۳                  | ۱۵۹۵–۱۵۹۶               | چهار ماه بعد از جلوس در جنگی که میان او و عادلشاه دوم درگرفت کشته شد.                                      |
| احمد شاه دوم                                    | ۱۰۰۳–۱۰۰۴             | ۱۵۹۶                    | |
| بهادر شاه سوم                                   | ۱۰۰۴–۱۰۰۷             | ۱۵۹۶–۱۶۰۰               | عمه ابراهیم‌شاه، چاند بی‌بی، اعلام کرد که او به عنوان نوزاد ابراهیم، حق سلطنت دارد و خود نایب السلطنه او شد. |
| حسین شاه دوم                                    |                       | ۱۶۳۱–۱۶۳۳               | او را به گورکانیان تحویل دادند                                                                             |
| مرتضی شاه سوم                                   | ۱۰۰۷–۱۰۱۶             | ۱۶۳۳–۱۶۳۶               | شاهاجی نایب‌السلطنه او بود                                                                                  |

- * عدم تطبیق تاریخ‌های قمری و میلادی به دلیل اختلاف ثبت در منابع است

## نگارخانه

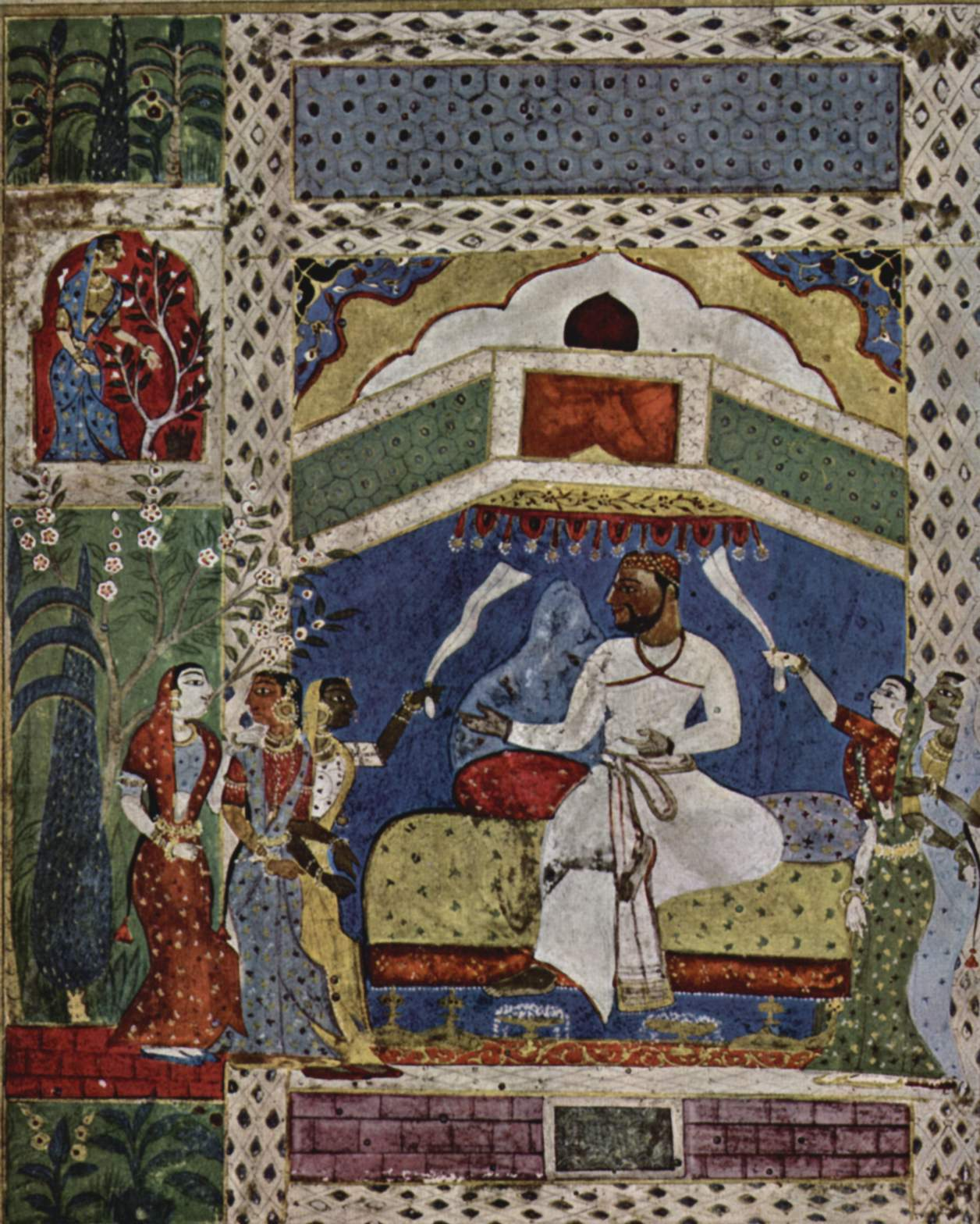
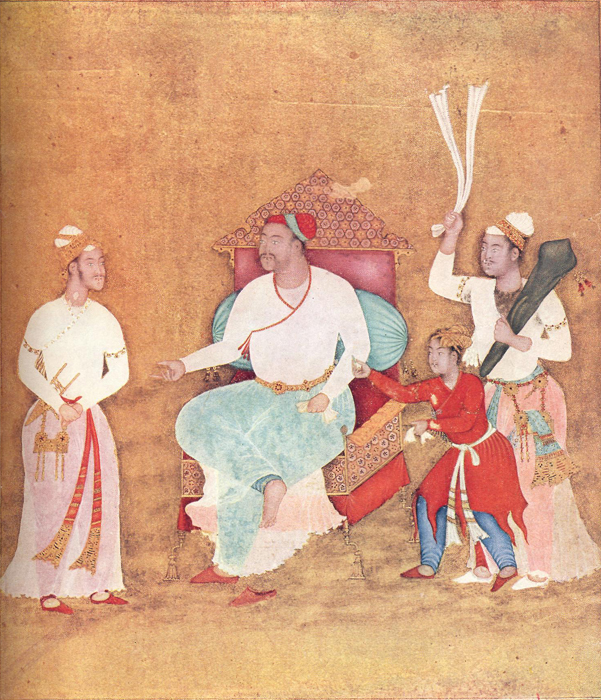